# Tanaecia gopia
Tanaecia gopia är en fjärilsart som beskrevs av Moore 1859. Tanaecia gopia ingår i släktet Tanaecia och familjen praktfjärilar. Inga underarter finns listade i Catalogue of Life.